# Pardosa tetonensis
Pardosa tetonensis är en spindelart som beskrevs av Willis J. Gertsch 1933. Pardosa tetonensis ingår i släktet Pardosa och familjen vargspindlar. Inga underarter finns listade i Catalogue of Life.